# Бренд-менеджмент
Бренд-менеджмент — управление брендом со стороны владельцев и клиентов (в том числе потенциальных). Под управлением понимается процесс целенаправленного наблюдения и воздействия на объект: целевое изменение/целевой отказ от изменения объекта.
Цель — максимизация марочных активов, максимальное использование потенциала бренда (англ. brand potential).
Бренд-менеджмент объединяет несколько ключевых направлений:
- теорию управления брендами;
- стратегический бренд-менеджмент[2];
- корпоративный бренд-менеджмент (англ. portfolio management);
- процесс управления брендом — брендинг (англ. branding) как инструмент формирования дополнительной прибыли компании.

Также бренд-менеджмент — это планирование и общая координация маркетинговой деятельности организации, относящейся к определённому бренду или портфелю брендов.

## Предыстория
Самые ранние истоки брендинга можно проследить еще с доисторических времен. Возможно, эта практика впервые началась с нанесения специального клейма на сельскохозяйственных животных на Ближнем Востоке в период неолита. На наскальных рисунках каменного века и бронзового века изображен скот с характерными отметками-клеймом. В египетском погребальном искусстве также можно встретить изображения "фирменных" животных. Со временем практика отмечать особым клеймом собственную принадлежность перешла и на предметы личного имущества, такого как глиняная посуда или инструменты, и, в конечном итоге, к товарам, предназначенным для торговли, был прикреплен какой-либо тип марки или эмблемы. Это было связано с тем, что тогда процветал натуральный обмен и мастерам было важно подчеркнуть свою роль в изготовлении того или иного предмета.
На начальном этапе развития экономической теории, до IV века н. э., в Древнем мире (Египет, Вавилония, Индия, Китай и др.) факт разработки систем управления отражен в древнейших знаковых системах и прослеживается в виде постоянного усложнения тематических иероглифов в процессе эволюции письма: от простых (графем) до составных (сложных). Иероглифический знак с абстрактным значением «управление» появился несколько тысячелетий назад. Постепенно к ключу-детерминативу «управление» стали присоединять другие графемы, создавая новые иероглифы по определённым законам. Эти законы совершенствования знаков и созданные универсальные классификации иероглифов оказалось возможным применить и к пиктограммам, и к брендам.

## История
В Средневековой Европе брендинг применялся к более широкому спектру товаров и услуг. Ремесленные гильдии, которые возникли по всей Европе в то время, систематизировали и укрепили системы маркировки продуктов для обеспечения качества и стандартов. Пекари и ювелиры все отмечали свои изделия в этот период. К 1266 году английские пекари были обязаны по закону наносить символ на каждый продукт, который они продавали. Количество различных форм брендов расцвело с XIV века после периода расширения Европы. Некоторые марки отдельных брендов использовались на протяжении веков. Например, первые упоминания о марке Staffelter Hof относятся к 862 году, и сегодня компания все ещё производит вино под своим именем.
Предоставление королевской хартии торговцам, рынкам и ярмаркам практиковалось по всей Европе с раннего средневековья. В то время, когда озабоченность по поводу качества продукции была главной общественной проблемой, королевское одобрение давало общественности сигнал о том, что владелец поставляет товары, достойные использования в королевской семье, и, как следствие, внушало общественное доверие. В XV веке Лорд-камергер Англии официально назначил торговцев в качестве поставщиков для королевской семьи. Типограф, Уильям Кэкстон, например, был одним из первых получателей Королевского ордера, когда он стал печатником Короля в 1476 году. К XVIII веку производители массового рынка, такие как Джозайя Уэджвуд и Мэттью Болтон, признали ценность предоставления роялти, часто по ценам, значительно ниже себестоимости, ради гласности и скупости, которые она создавала. Многие производители начали активно демонстрировать королевское оружие на своих площадях, упаковку и маркировку. К 1840 году правила, касающиеся показа королевского оружия, были ужесточены, чтобы предотвратить мошеннические претензии. К началу XIX века число королевских ордеров быстро росло, королева Виктория выдала около 2000 королевских ордеров за свои 64 года правления.
К восемнадцатому веку, когда уровень жизни улучшился, а зарождающийся средний класс начал требовать больше предметов роскоши и услуг, ландшафт розничной торговли претерпел серьёзные изменения. Ритейлеры были склонны специализироваться на конкретных товарах или услугах и начали демонстрировать различные современные маркетинговые методы. Магазины начали не только рекламировать себя, но и демонстрировать фирменные товары, как в застекленных витринах магазинов, чтобы привлечь прохожих, так и прилавки с витринами, чтобы привлечь посетителей в магазин. Брендинг стал более широко использоваться в XIX веке, после промышленной революции, и развитие новых профессий, таких как маркетинг, производство и управление бизнесом, формализовало изучение брендов и брендинга, как ключевой бизнес-деятельности. Брендинг — это способ отличить продукт от биржевых товаров, и поэтому использование брендинга расширяется с каждым шагом в сфере транспорта, связи и торговли. Считается, что современная дисциплина управления брендом была начата в записке в Procter & Gamble Нейлом МакЭлроем.
С ростом средств массовой информации в начале XX века, компании вскоре приняли методы, которые позволили бы выделять их рекламные сообщения; лозунги, талисманы и джинглы стали появляться на радио в 1920-х годах, а на телевидении — в 1930-х. Многие из самых ранних радиопостановок были спонсированы производителями мыла, и этот жанр стал известен как мыльная опера. Вскоре владельцы радиостанций поняли, что могут увеличить доходы от рекламы, продавая «эфирное время» за небольшие промежутки времени, которые могут быть проданы нескольким предприятиям. К 1930-м годам эти рекламные ролики, которые стали известны как пакеты времени, продавались географическими торговыми представителями станции, открывая эру национальной радиорекламы.
С первых десятилетий XX века рекламодатели начали концентрироваться на разработке индивидуальности бренда, имиджа бренда и его идентичности — концепций. Британское рекламное агентство WS Crawford’s Ltd начало использовать концепцию «индивидуальность продукта» и «рекламная идея», утверждая, что для стимулирования продаж и создания «покупательской привычки» реклама должна была «создать определённую ассоциацию идей вокруг товаров». В США рекламное агентство J. Walter Thompson (JWT) впервые внедрило аналогичные концепции индивидуальности и имиджа бренда. Понятие «индивидуальность бренда» было разработано независимо и одновременно как в США, так и в Великобритании. Например, в 1915 году JWT приобрела рекламный аккаунт мыла Lux и рекомендовала расширить традиционное позиционирование в качестве продукта для шерстяных изделий, чтобы потребители увидели его как мыло для использования на всех тонких тканях в домашнем хозяйстве. Для реализации Lux был позиционирован с более престижной позицией и начал долгую связь с дорогой одеждой и высокой модой. Стратегия позиционирования, используемая JWT для Lux, продемонстрировала глубокое понимание того, как потребители мысленно создают образы бренда. JWT признало, что реклама эффективно манипулирует символами, которые делятся между собой. В случае с Lux, бренд отключен от изображений домашней рутины и связан с образами отдыха и моды.
К 1940-м годам производители начали понимать, как потребители развивают отношения со своими брендами в социальном / психологическом / антропологическом смысле. Рекламодатели начали использовать мотивационные исследования и исследования потребителей для сбора информации о потребительских покупках. Сильные фирменные кампании для Chrysler и Exxon / Esso, в которых использовались методы исследования, основанные на психологии и культурной антропологии, стали одними из наиболее устойчивых кампаний XX века. Кампания Essо «Положи тигра в свой танк» была основана на талисмане тигра, использовавшемся в Скандинавии на рубеже прошлого века, и впервые появилась в качестве глобального рекламного слогана в 1950-х и 1960-х годах, а затем вновь появились в 1990-х годах. В конце XX века рекламодатели бренда стали придавать индивидуальность товарам и услугам, основываясь на понимании того, что потребители искали бренды с личностями, которые соответствовали бы их собственным.

## Жизненный цикл бренда
Управление брендом — это, в первую очередь, маркетинговое сопровождение изделия, технологии, корпорации, территории и т. д. на всех этапах их жизненных циклов. Управление осуществляется на протяжении всего жизненного цикла бренда (англ. Brand Life Cycle), его этапов: этап выведения (внедрения), этап роста популярности и продаж, этап зрелости (насыщения), этап упадка, этап ухода с рынка. На каждом этапе подбирается определённая концепция управления брендом.

## Аспекты
Управление брендом осуществляется на разных уровнях: от корпоративных брендов (англ. corporate brand), брендов семейства (англ. family brand) до индивидуальных брендов (англ. individual brand). Бренд, который в сознании потребителей может стать идеалом, создаётся с помощью различных методологических систем, стратегий, концепций и инструментов бренд-менеджмента.

### Бренд-стратегия (Brand Strategy)
Бренд-стратегия или стратегия бренда (ранее — марочная стратегия) представляет собой методологический инструмент бренд-менеджмента. Это долгосрочный план создания и управления брендом, технологии систематического развития бренда для достижения поставленных целей. Стратегия бренда строится в соответствии с сущностью бренда (англ. brand essence, англ. brand soul или англ. brand core) и принципами конкуренции.

### Бренд-культура (Brand Culture)
Культура бренда (англ. brand culture) — определяющее звено бренд-менеджмента, суть, душа стратегии бренда. Ядром культуры бренда является содержание всей культуры. Бренд, который в сознании потребителей может стать идеалом, создается с помощью различных методологических систем бренд-менеджмента, учитывающих психологические и культурные механизмы конкретного рынка.

### Позиционирование (Brand Positioning)
Позиционированием бренда можно рассматривать маркетинговые действия фирмы по закреплению бренда в сознании потребителя как отличного от брендов аналогичных товаров. Включает такие понятия, как личность, индивидуальность бренда (англ. brand identity, англ. brand personality), перепозиционирование (англ. brand repositioning), архетип бренда и др.
Бренд, который несет в себе архетип, то есть заложенный в него и проверенный временем психологический и культурный механизм, становится символом, сущностным смыслом своей товарной категории и лидирует на рынке.

### Архитектура бренда (Brand Architecture)
Под архитектурой бренда понимается иерархия брендов компании, отражение её маркетинговой стратегии, а также последовательность и вербально-визуальная упорядоченность всех элементов бренда.
Выделяют основные типы архитектуры: монолитную (англ. monolithic brand или англ. branded house), зонтичных или дочерних брендов (англ. umbrella brand), поддерживающую (англ. endorsed brand), плюралистическую и т. д. Также включает понятия атрибутов бренда — физические, сенсорные (внешний вид, дизайн, цвет, запах, упаковка и др.) и функциональные характеристики бренда.
Как правило, к атрибутам бренда относят графику, поддерживающую бренд (англ. supergraphic), которая, в свою очередь, является вспомогательным элементом его сигнатуры (англ. brand signature). Базовые элементы сигнатуры: символ (англ. brand mark), логотип (англ. brand logotype), слоган бренда (англ. brandline, англ. brand slogan).
Поведение потребителя при выборе бренда (Brand Choice Behaviour) на международном уровне (Global Consumer Culture Positioning, GCCP) опирается на приверженность той или иной культуре бренда.
Новое экономическое пространство XXI в. c пластичным, открытым сетевым строением характеризуется гиперконкуренцией и высокой степенью динамичности. В этой ситуации бренд-менеджмент призван обеспечить получение весомой доли мирового дохода. Вопросы эффективного продвижения с помощью брендов при наличии устойчивого роста спроса требуют скорейшего решения и дальнейшей теоретической проработки.